# Liga Socialista Revolucionaria (Alemania)
La Liga Socialista Revolucionaria (en alemán: Revolutionär Sozialistischen Bund, RSB) fue una pequeña organización política en Alemania, formada en 1994. Era muy crítica del partido Die Linke, a diferencia de la VSP (la organización que le precedió). Junto con la Izquierda Socialista Internacional, la RSB era una de las dos facciones que forman la sección alemana del Secretariado Unificado de la IV Internacional.
La Oficina Federal para la Protección de la Constitución observó a la RSB a partir de 2006 por considerarla una organización de extrema izquierda, dejando de hacerlo en 2007. Sin embargo, continuó siendo considerada como tal por el Tribunal Constitucional de Brandeburgo, de acuerdo a su informe anual de 2008.
En las elecciones de Baden-Wurtemberg de 2001 la RSB presentó un candidato directo en Mannheim, volviendo a hacerlo en 2006. En las elecciones de Baden-Wurtemberg de 2011 la RSB presentó candidatos en dos circunscripciones, obteniendo 104 votos.
Llegó a contar con cerca de 90 miembros, según cifras oficiales. Se disolvió en diciembre de 2016.